# Paracymoriza immanis
Paracymoriza immanis là một loài bướm đêm trong họ Crambidae.